# Aphilorheithrus decoratus
Aphilorheithrus decoratus är en nattsländeart som beskrevs av Arturs Neboiss 1977. Aphilorheithrus decoratus ingår i släktet Aphilorheithrus och familjen Philorheithridae. Inga underarter finns listade i Catalogue of Life.